# Uranotaenia rossi
Uranotaenia rossi är en tvåvingeart som beskrevs av Mercedes Delfinado 1966. Uranotaenia rossi ingår i släktet Uranotaenia och familjen stickmyggor.
Artens utbredningsområde är Filippinerna. Inga underarter finns listade i Catalogue of Life.